# Wintzenheim
Wintzenheim är en kommun i departementet Haut-Rhin i regionen Grand Est (tidigare regionen Alsace) i nordöstra Frankrike. Kommunen ligger i kantonen Wintzenheim som tillhör arrondissementet Colmar. År 2022 hade Wintzenheim 8 045 invånare.

## Befolkningsutveckling
Antalet invånare i kommunen Wintzenheim
| Referens: INSEE |